# Derolus volvulus
Derolus volvulus là một loài bọ cánh cứng trong họ Cerambycidae.